# Девід К. Бернард
Девід К. Бернард (англ. David K. Bernard; 20 листопада 1956, Батон-Руж, Луїзіана) — американський дослідник Нового Завіту та богослов п'ятидесятників єдності. Зараз він є генеральним суперінтендантом Об’єднаної міжнародної церкви п’ятидесятників, найбільшої п’ятидесятницької організації Єдності, що має складові по всьому світу. Він викладає як професор біблеїстики та апостольського лідерства в Уршанській вищій школі теології, де він також служить канцлером.

## Кар'єра
Девід Бернард був засновником церкви «Нове життя» в Остіні, штат Техас, під його керівництвом було відкрито 16 додаткових церков. Він також був президентом-засновником Уршанського коледжу та Вищої богословської школи Уршана, а зараз викладає професором біблійних студій та апостольського лідерства в Уршанської вищій школі теології. Він отримав ступінь магістра теології та доктора теології з Нового Завіту в Університеті Південної Африки, доктора юриспруденції з відзнакою в Техаському університеті та ступінь бакалавра мистецтв з відзнакою в галузі математичних наук і менеджменту в Університеті Райса.
Він є автором 37 книг 39 мовами з тиражем 900 000 примірників. На його праці зазвичай посилаються для розуміння вірувань п’ятидесятників Єдності. Кажуть, що його книга «Нове народження» (1984) використовувалася більш широко, ніж будь-яка інша, щоб продемонструвати вірування п’ятидесятників Єдності після публікації. Інші роботи, які вважаються відомими, включають «Єдність Бога» (1983) та «Єдність Ісуса Христа» (1994).
Бернард також брав участь у науковому діалозі з тринітаріями, що було схвалено деякими представниками ширшої спільноти п’ятидесятників. У цей час у Товаристві п’ятидесятницьких досліджень також виник «Діалог Трійці-Єдності». Бернард очолював команду. Нещодавно Амос Янг, професор Теологічної семінарії Фуллера, написав, що його робота «знаменує початок дорослішання п’ятидесятницької академії Єдності».

## Праця
Bernard, David K. (2017). The Glory of God in the Face of Jesus Christ: Deification of Jesus in Early Christian Discourse (ThD). Journal of Pentecostal Theology - supplement series. Vol. 45. Blandford Forum, UK: Deo Publishing (University of South Africa). ISBN 9781905679362. OCLC 976014259
1. ↑  Бібліотека Конгресу — Library of Congress.